# Campeonato Uruguayo de Primera División 1922
El Campeonato Uruguayo 1922 constituyó el 22.º torneo de primera división del fútbol uruguayo organizado por la AUF.
El torneo consistió en un campeonato a dos ruedas de todos contra todos. En él participaron 12 equipos, entre los cuales aparece por primera vez Rampla Juniors, recién ascendido.
El campeón fue el Club Nacional de Football por novena vez en su historia. Al terminar la temporada, fueron desafiliados Peñarol y Central, iniciado el llamado cisma del fútbol uruguayo.

## Sistema de disputa
El campeonato se disputó a dos ruedas, todos contra todos. Participaron 12 clubes, entre los que ganó Nacional. 
Este campeonato es recordado por la desafiliación aplicada al Club Atlético Peñarol y Central Fútbol Club. El 12 de noviembre de 1922, la AUF tomó la decisión luego de que ambos transgredieran los reglamentos de la Asociación, al disputar encuentros amistosos frente a Racing Club e Independiente de Avellaneda respectivamente, clubes pertenecientes a la Asociación Amateurs de Football de Argentina (entidad disidente de la Asociación Argentina de Football). Ambos clubes fundaron entonces la Federación Uruguaya de Football, cuyos torneos no son reconocidos oficialmente por la Asociación Uruguaya de Fútbol. Esta división en la organización del fútbol uruguayo se mantuvo hasta 1925, cuando con la intervención del estado uruguayo a través de su presidente José Serrato se logró la reunificación.

## Equipos participantes

### Relevos temporada anterior
| Club           | Ascendido como   |
| -------------- | ---------------- |
| Rampla Juniors | Segunda División |

| Club      | Motivo                        |
| --------- | ----------------------------- |
| Reformers | 12° Campeonato Uruguayo 1921. |

### Datos de los equipos
| Club                 | Ciudad     | Estadio             | Capacidad | Fundación                | Temporadas | Temporadas Consecutivas | Títulos | 1921 |
| -------------------- | ---------- | ------------------- | --------- | ------------------------ | ---------- | ----------------------- | ------- | ---- |
| Belgrano             | Montevideo |                     |           |                          | 3          | 3                       | -       | 5°   |
| Central              | Montevideo |                     |           | 5 de enero de 1905       | 13         | 13                      | -       | 8°   |
| Charley              | Montevideo |                     |           |                          | 5          | 5                       | -       | 9°   |
| Dublin               | Montevideo |                     |           |                          | 11         | 6                       | -       | 11°  |
| Lito                 | Montevideo |                     |           | 1917                     | 1          | 1                       | -       | 6°   |
| Liverpool            | Montevideo | Belvedere           | 7.780     | 15 de febrero de 1915    | 2          | 2                       | -       | 7°   |
| Nacional             | Montevideo | Gran Parque Central | 15.000    | 14 de mayo de 1899       | 20         | 20                      | 8       | 2°   |
| Peñarol / CURCC      | Montevideo | Los Pocitos         | 1.000     | 28 de septiembre de 1891 | 21         | 21                      | 7       | 1°   |
| Rampla Juniors       | Montevideo |                     |           | 7 de enero de 1914       | -          | -                       | -       | -    |
| Universal            | Montevideo | Field de Universal  |           |                          | 10         | 10                      | -       | 3°   |
| Uruguay Onward       | Montevideo |                     |           |                          | 2          | 2                       | -       | 10°  |
| Montevideo Wanderers | Montevideo | Belvedere           | 7.780     | 15 de agosto de 1902     | 18         | 18                      | 2       | 4°   |

Notas: Los datos estadísticos corresponden a los campeonatos uruguayos oficiales. Las fechas de fundación son las declaradas por cada club. La columna «Estadio» refleja el estadio donde el equipo más veces juega de local, pero no indica que sea su propietario. Véase también: Estadios de fútbol de Uruguay.

## Tabla de posiciones
|  | Pos. | Equipos              |  | PJ | PG | PE | PP | GF | GC | Dif. | Pts. |
|  | ---- | -------------------- |  | -- | -- | -- | -- | -- | -- | ---- | ---- |
|  | 1    | Nacional             |  | 22 | 15 | 6  | 1  | 48 | 7  | +41  | 36   |
|  | 2    | Montevideo Wanderers |  | 22 | 15 | 5  | 2  | 32 | 9  | +23  | 35   |
|  | 3    | Rampla Juniors       |  | 22 | 10 | 8  | 4  | 22 | 37 | -15  | 28   |
|  | 4    | Peñarol              |  | 22 | 12 | 3  | 7  | 36 | 7  | +29  | 27   |
|  | 5    | Lito                 |  | 22 | 8  | 8  | 6  | 26 | 20 | +6   | 24   |
|  | 6    | Belgrano             |  | 22 | 8  | 7  | 7  | 16 | 21 | -5   | 23   |
|  | 7    | Liverpool            |  | 22 | 7  | 8  | 7  | 23 | 13 | +10  | 22   |
|  | 8    | Universal            |  | 22 | 6  | 9  | 7  | 22 | 21 | +1   | 21   |
|  | 9    | Central              |  | 22 | 4  | 8  | 10 | 22 | 15 | +7   | 16   |
|  | 10   | Uruguay Onward       |  | 22 | 4  | 7  | 11 | 16 | 29 | -13  | 15   |
|  | 11   | Charley              |  | 22 | 3  | 4  | 15 | 11 | 45 | -34  | 10   |
|  | 12   | Dublin               |  | 22 | 1  | 3  | 18 | 5  | 55 | -50  | 5    |

|  | Campeón uruguayo. |
|  | Desafiliados.     |

|                                            |
| Uruguay                                    |
| Campeón Uruguayo 1922 Nacional 9.no título |